# جيري تيتوس
جيري تيتوس (بالإنجليزية: Jerry Titus)‏ هو سائق سباق أمريكي، ولد في 24 أكتوبر 1928، وتوفي في 5 أغسطس 1970.